# Jacy Miguel Scanagatta
Jacy Miguel Scanagatta (Erechim, 27 de setembro de 1934 – Cascavel, 23 de abril de 2023) foi um empresário e político brasileiro, deputado federal e prefeito do município paranaense de Cascavel.

## Histórico
Filho de Fiorelo Luciano Scanagatta e Mística Berta Scanagatta, o descendente de italianos Jacy Miguel Scanagatta nasceu no município gaúcho de Erechim, em 27 de setembro de 1934.
Em 1954 mudou-se para Santa Catarina, estabelecendo-se no ramo madeireiro. Em 1959 passou a residir em Cascavel, onde passou a atuar no comércio de veículos, máquinas agrícolas, agronegócio, hotelaria e comunicação. Foi eleito vice-prefeito no ano de 1965, na chapa de Octacílio Mion.
Em 1976 foi eleito prefeito de Cascavel e em 1986 deputado federal constituinte. Com o término do mandato, em 1991, abandonou a política para dedicar-se aos seus negócios.

## Principais realizações
Em sua gestão como prefeito foi responsável pela construção do Aeroporto Municipal, da Praça do Migrante, do Lago Municipal, do Zoológico Municipal, do Terminal Rodoviário, do Estádio Olímpico Regional, do Centro Esportivo Ciro Nardi, do Centro Cultural Gilberto Mayer, da Praça Parigot de Souza, de núcleos industriais e de escolas, pela urbanização da Avenida Tancredo Neves e pelo asfaltamento de boa parte dos bairros da cidade.
Como deputado federal foi um dos signatários da Constituição Federal de 1988.

## Morte
Faleceu aos 88 anos, no dia 23 de abril de 2023, em Cascavel.